# آليخاندرو
«آليخاندرو» (بالإنجليزية: "Alejandro")‏ أغنية للفنانة الأمريكية ليدي غاغا. وهي ثالث أغنية منفردة تطرحها من ألبوم «وحش الشهرة». لقيت الأغنية نقداً جيداً، ونجحت بشكل كبير لتصبح سابع ضربة لغاغا، فوصلت إلى قمة مراكز سباقات الأغاني في 5 دول.

## خلفية
استوحيت الأغنية موسيقياً فرقتي آبا وأيس أوف بيس.، ففيها أثر واضح من موسيقى الديسكو، اليوروبوب. أما الكلمات فاستوحتها غاغا من «وحش الخوف من الجنس» الخاص بها.

## الموسيقى التصويرية

### جدل حول الكليب
هاجم الفريق الكاثوليكي بشدة الفنانة ليدي غاغا، لاستخدامها الكفر في الكليب، حيث تظهر بزي راهبة وهي تبلع مسبحة تحمل صليباً، لكن المخرج ستيفين كلاين دافع عن غاغا بقوله أنها كانت رغبتها بأخذ المُقدس إلى الداخل.

### الكليب
يبدأ الكليب بمشاهد لمجموعة من الجنود وهم يحملون تابوتاً لجندي آخر، مع مشاهد لجندي يحدق في الفراغ. يظهر بعد ذلك مجموعة من الراقصين الرجال يؤدون رقصة وهم يتقدمون للأمام. بينما تبدأ مقدمة الأغنية، تظهر غاغا تقود مراسم الجنازة، حاملة القلب المقدس على وسادة. عندما تبدأ كلمات الأغنية تجلس غاغا على عرش مع غليون في يدها، تشاهد راقصيها يؤدون رقصة بينما يهطل الثلج. تُشاهد غاغا بعد ذلك وهي ترقص وتؤدي حركات جنسية مع ثلاثة رجال آخرين على سرير مزدوج والأضواء مسلطة عليهم، وكلهم لا يرتدون شيئاً إلا الملابس الداخلية، تتقاطع هذه المشاهد مع مشاهد لغاغا مرتدية رداء راهبة أحمر مطاطي وهي مستلقية على سرير أكبر. بعد ذلك تظهر مرتدية رداءً أبيض يشبه أردية حقبة جان دارك مع راقصيها، قبل مشهد الراهبة غاغا تبتلع المسبحة. تظهر بعد ذلك غاغا بتسريحة شعر شقراء قصيرة. ينتقل الفيديو بعد ذلك إلى مشاهد لغاغا مرتدية صديرية مجهزة ببندقيتين AR-15 ترقص، بينما يؤدي الراقصين حولها رقصة أخرى. تظهر بعد ذلك غاغا في ملهى خالي، مع لقطات لحرب تندلع، ويظهر الجندي الذي يحدق بالفراغ مرة أخرى. نعود بعد ذلك إلى مقطع جان دارك، حيث تصارع غاغا راقصيها الذين يقومون بإيذائها. ينتهي الكليب بعد ذلك بالعودة إلى غاغا الراهبة عندما يحترق وجهها إلى رماد. اعتبرت غاغا الفيديو إهداء لأصدقائها المثليي الجنس، كما قالت أنه كان عبارة عن قصة لامرأة تحاول إعادة حب ميت للحياة، وعدم استطاعتها لتقبل الحقيقة المرة، العيش من دون الذي تحب.

## الروابط الخارجية
- Video: ليدي غاغا تغني آليخاندرو على خشبة مسرح أمريكان 'أيدول' MTV.com